# Nebulosa Pistola
La nebulosa Pistola es una nebulosa que se encuentra en la constelación de Sagitario. Rodea una de las estrellas más luminosas conocidas, la estrella pistola. Ambas se encuentran a 25 000 años luz de la Tierra en el cúmulo Quíntuple, cerca del centro de la Vía Láctea. La nebulosa contiene aproximadamente 9,3 masas solares por valor de gas ionizado que fue expulsado por la estrella hace varios miles de años. La nebulosa fue nombrada en la década de 1980 por su forma como se ve en las imágenes de baja resolución que estaban disponibles en el momento. La estrella Pistola, una variable luminosa azul es de 1,6 millones de veces más brillante que el Sol por lo que es una de las estrellas más luminosas de la Vía Láctea.

## Visibilidad

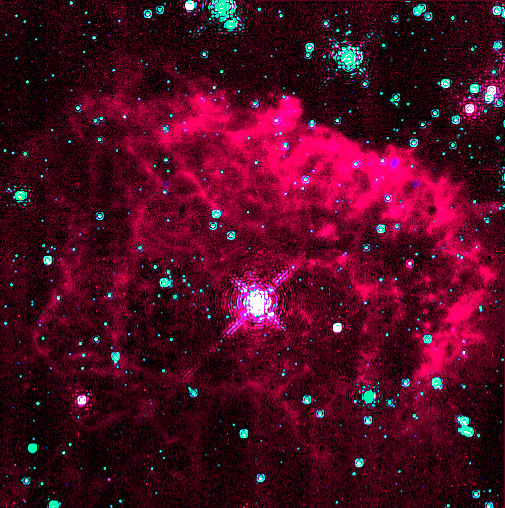
La estrella Pistola en su nebulosa

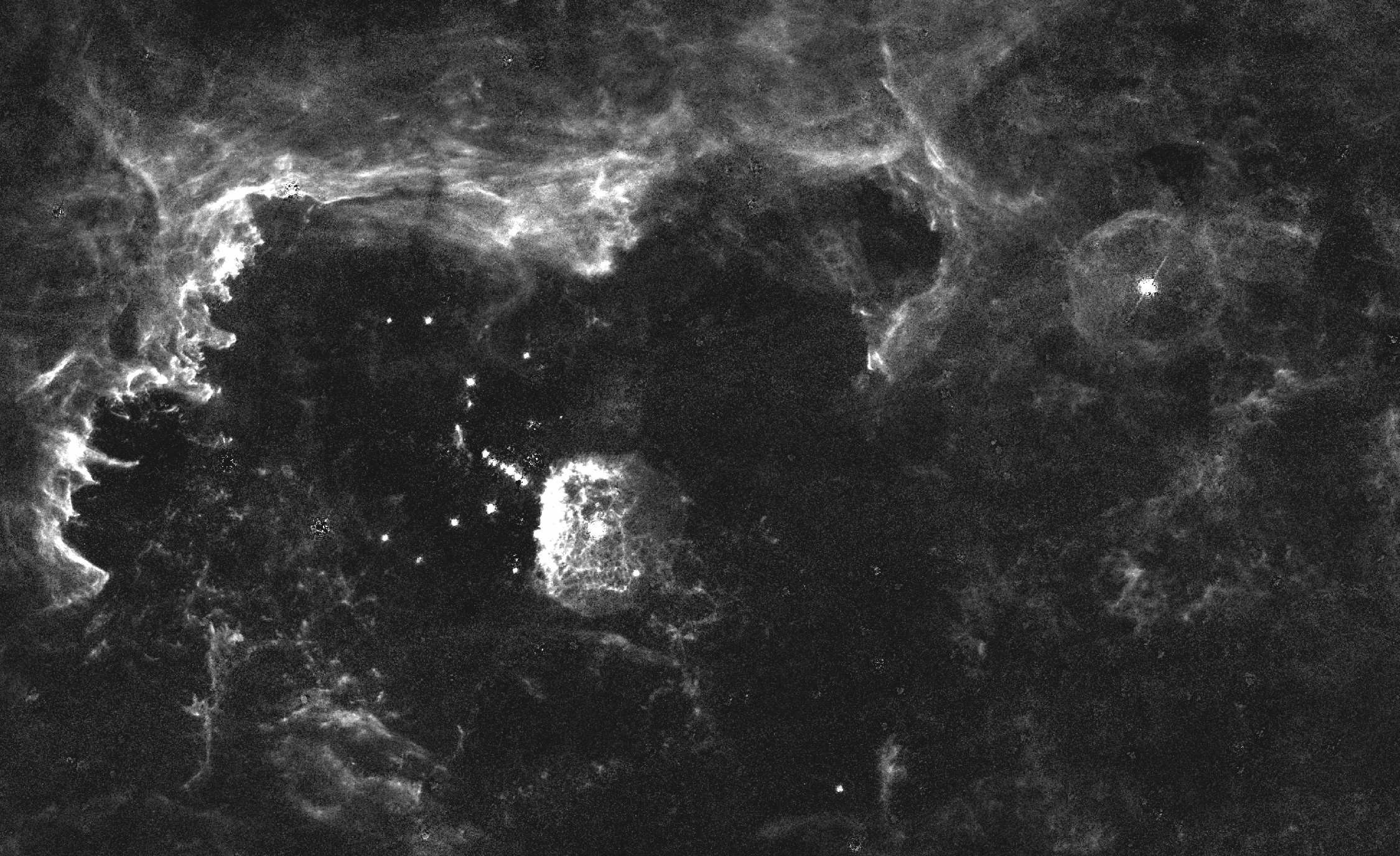
Imagen del telescopio espacial Hubble de la región del cúmulo Quíntuple. La estrella Pistola se ve en el centro, rodeado por una nebulosa de eyección. La luminosa variable azul (LBV) G0.120-0.048 se encuentra en la parte superior derecha, rodeada de una nebulosa esférica, se cree que fue expulsado por la estrella. LBV qF362 a la izquierda de la estrella Pistola también parece estar rodeado de una emisión nebular de bajo nivel.

La nebulosa Pistola no es visible a simple vista, pero si era visible la estrella en su interior , en ese momento era visible como una estrella de cuarta de magnitud en el cielo (que es bastante impresionante dada su distancia de 25 000 años luz) si no fuera por las nubes de polvo interestelar de pequeñas partículas entre la Tierra y el centro de la Vía Láctea que absorben la luz de la estrella. Los telescopios más poderosos no pueden ver la estrella Pistola en longitudes de onda visibles. Sin embargo, el 10 % de la luz infrarroja que sale de la estrella Pistola llega a la Tierra, poniendo al alcance de telescopios infrarrojos.

## Características físicas
Con una masa entre 200 y 300 masas solares, la nebulosa Pistola está catalogada como una nebulosa de eyección, con una rara similitud con Eta Carinae ya que las estrellas que las dos nebulosas albergan tienen una luminosidad equivalente a 10 millones de soles, siendo una de las estrellas más luminosas del Grupo Local, del que forma parte nuestra galaxia. La nebulosa, como la estrella, se ubican cerca del centro galáctico, pero es pura casualidad ya que los objetos como estrellas, planetas, etc., son supermasivos ya que la zona del centro galáctico favorece la formación de objetos supermasivos. 
La nebulosa tiene un tamaño de 4,8 años luz y consta de 2 esferas que envuelve a la estrella, esta nebulosa esta ionizada por su estrella.